# Людина-в-циклі
Людина-в-циклі або HITL (Human-in-the-loop) визначається як модель, яка вимагає взаємодії з людиною HITL пов'язана з моделюванням та симуляцією в живій, віртуальній, і конструктивній таксономії. HITL моделі можуть відповідати вимогам людського фактора у випадку муляжу. У цьому типі імітації, людина завжди є частиною моделювання і, отже, впливає на результат таким чином, що важко, якщо не неможливо, точно його відтворити. Модель людина-в-циклі також легко дозволяє ідентифікувати проблеми та вимоги, які не можуть бути легко визначені за допомогою інших засобів моделювання. 
HITL часто згадуються як інтерактивне моделювання, яке являє собою особливий вид фізичного моделювання, в якому фізичні моделювання включають в себе людські оператори, такі як тренажери польоту або водіння.

## Переваги
Модель людина-в-циклі дозволяє користувачу змінити результат тієї чи іншої події або процесу. HITL є надзвичайно ефективним для цілей навчання, оскільки він дозволяє учню повністю зануритися в події або процеси [джерело?]. Занурення ефективно сприяє формуванню позитивного переносу отриманих навичок у реальному світі. Наприклад студенти використовують тренажери у підготовці, щоб стати пілотами.
Модель людина-в-циклі також дозволяє отримати знання про те, як новий процес може вплинути на конкретну подію. Використання HITL дозволяє учасникам взаємодіяти з реалістичними моделями і спробувати їх виконати, як в реальному сценарії. HITL імітації виводять на поверхню питання, які б не були очевидними до початку нового процесу. У реальному світі прикладом моделювання HITL як інструмента оцінки є використання його в Федеральному управлінні цивільної авіації, щоб авіадиспетчери протестувати нові процедури автоматизації шляхом імітації повітряного руху, контролюючи вплив нових реалізованих процедур.
Для багатьох процесів, завжди є можливість людських помилок, які можуть бути відтворені тільки за допомогою HITL моделювання. Незважаючи на те, що може бути зроблено для автоматизації систем, люди, як правило, все ж повинні отримувати інформацію, представлену системою для визначення наступного курсу дій на основі їх суджень і досвіду. Інтелектуальні системи можуть бути використані в деяких обставинах для автоматизації процесу, але тільки люди в моделюванні можуть приймати остаточне рішення. Шаблонні моделювання можуть виявитися корисним в самих ранніх стадіях розробки проекту з метою збору даних для установки загальних параметрів, але важливі рішення вимагають використання моделювання людина-в-циклі.

## Моделювання людина-в-циклі у віртуальних системах моделювання
Віртуальні моделювання включають HITL в центральній ролі здійснення навичок управління двигуном (наприклад, політ літака), навички ухвалення рішень, або навички спілкування.

## Приклади людина-в-циклі симуляторів
- Тренажери польотів
- Тренажери водіння
- Морські тренажери
- Певні комп'ютерні і відео ігри
- Тренажери управління ланцюгами поставок [5]
- Цифрові ляльки

## Непорозуміння
Незважаючи на те, що моделювання людина-в-циклі може включати в себе комп'ютерне моделювання у вигляді синтетичного середовища, комп'ютерне моделювання не обов'язково є формою моделювання людина-в-циклі, і часто розглядається як моделювання людина-поза-циклом. У цьому конкретному випадку, поведінка комп'ютерної моделі модифікуються відповідно до набору вихідних параметрів. Результати моделі відрізняються від результатів, що випливають із справжнього моделювання людина-в-циклі, тому що результати можуть бути легко відтворені знову й знову, просто надаючи однакові параметри.

## Дивись також
Humanistic Intelligence що є інтелектом, який виникає при наявності людини в контурі зворотного зв'язку обчислювального процесу [Minsky, Kurzweil, Mann, IEEE ISTAS 2013].